# Texas Gas Transmission
Texas Gas Transmission — газопровідна система в США, споруджена для поставок природного газу з регіону Мексиканської затоки до районів на південь від Великих озер.
Система була започаткована у 1928 році внаслідок прокладання трубопроводу від родовища Монро на півночі Луїзіани до Мемфісу в штаті Теннессі, здійсненого компанією Memphis Natural Gas Company. В розташованому північніше Теннесі штаті Кентуккі в 1930-х роках компанія Kentucky Natural Gas проклала ряд газопроводів, включаючи відгалуження до Індіани. В 1945 році ці компанії об'єднались в Texas Gas Transmission. На момент створення її мережі складались з двох ниток діаметром 450 мм від Монро до Теннессі та газопроводів в діаметрі 250 та 300 мм у Кентуккі та Індіані, які сукупно постачили в 1948 році 1,4 млрд м3. Станом на 2016 рік довжина газопроводів системи досягла 6025 миль, а фактичний річний обсяг транспортування склав 24,7 млрд м3 (загальна номінальна пропускна здатність ще вище — понад 41 млрд м3 на рік станом на 2008-й).
Основна траса газопроводу проходить з півночі Луїзіани (де з'єднуються гілки з півдня штату та сходу сусіднього Техасу) через південно-східний куточок Арканзасу та далі по лівому березі Міссісіпі та її притоки Огайо до південного сходу однойменного штату. Посередині маршруту до неї приєднується гілка з Арканзасу, яка транспортує продукцію сланцевої формації Файєтвіль. Крім цього, через Texas Gas Transmission може транспортуватись ресурс з:
- хабу Генрі, котрий має інтерконектори з рядом газопроводів, що забезпечують постачання ресурсів із басейнів регіону Мексиканської затоки (Gulf South Pipeline, Bridgeline Pipeline, Acadian Gas System);[6]
- хабу Перрівіль на півночі Луїзіани, який зокрема отримує ресурс сланцевих формацій Барнетт, Вудфорд та Хейнсвіль через системи Gulf Crossing та Enable Gas Transmission;[7][8]
- трубопроводів Fayetteville Express Pipeline та Ozark Gas Transmission, що обслуговують басейн Арком у штатах Оклахома та Арканзас (включаючи сланцеву формацію Файєтвіль, до якої, як згадувалось вище, у системи Texas Gas Transmission є власна гілка);[9][10]
- газопроводу Rockies Express, спорудженого для постачання на схід продукції басейнів Скелястих гір;[9]
- трубопроводу-інтерконектору Midwestern Gas Transmission, який з'єднує газовий хаб Joliet на околиці Чикаго з цілим рядом газопровідних систем.[11]

Також ще в Луїзіана було створене з'єднання з терміналом для прийому зрідженого природного газу Сабін-Пасс (через трубопровід Kinder Morgan Louisiana Pipeline). Проте в середині 2010-х років внаслідок «сланцевої революції» термінал перетворили на завод із зрідження газу для експорту. При цьому систему Texas Gas Transmission планується використати для постачання сюди сировини з північно-східних штатів, де розробляються формації Утіка та Марцеллус. З цією метою буде реверсовано ділянку довжиною 690 миль від Lebanon в Огайо до компресорної станції Gillis в Луїзіані (проект Ohio-Louisiana Access Project, OLAP).
У складі Texas Gas Transmission діє дев'ять підземних сховищ газу загальним активним об'ємом 2,4 млрд м3.